# Dijkstras algoritm
Dijkstras algoritm är en matematisk algoritm för att hitta den kortaste eller billigaste vägen från en given nod till alla andra noder i en viktad graf med positiva bågkostnader. Grafen kan vara riktad eller oriktad. Algoritmen har fått sitt namn efter Edsger Dijkstra, som utvecklade den år 1959. Den är en algoritm som systematiskt löser Bellmans ekvationer. Dijkstras algoritm är lite av ett specialfall när det kommer till algoritmer. I inledande steg är den att liknas vid en girig algoritm som alltid väljer den kortaste vägen mellan två noder. Den avslutas emellertid med att söka igenom hela den genomgångna grafen efter den totalt sett kortaste vägen, vilket gör algoritmen till ett mellanting mellan en girig algoritm och en algoritm som använder sig av dynamisk programmering.
Lösningar till problemet med den billigaste vägen behövs inom många områden, exempelvis inom ruttplanering för att hitta den kortaste vägen när transportsträckor läggs ut. Den används också inom webbaserade reseplanerare för kollektivtrafik för att hitta snabbaste vägen.

## Algoritmbeskrivning
Beskrivningen nedan löser problemet att finna den billigaste vägen från startnoden {\displaystyle n_{s}} till terminalnoden {\displaystyle n_{t}} där {\displaystyle c_{ij}} beskriver kostnaden på bågen {\displaystyle \left(i,j\right)}. Låt {\displaystyle y_{i}} representera den kortaste vägen till nod {\displaystyle i} och {\displaystyle p_{i}} dess föregångare.
1. Sätt {\displaystyle y_{s}=0}. För alla andra noder, sätt {\displaystyle y_{j}=\infty }.
2. Finn den nod {\displaystyle i} med lägst nodpris {\displaystyle y_{i}} som ännu inte är avsökt.
3. Undersök varje båge {\displaystyle \left(i,j\right)} som utgår från nod {\displaystyle i}. Om den representerar en billigare väg till nod {\displaystyle j}, det vill säga att {\displaystyle y_{i}+c_{ij}<y_{j}}, uppdateras värdena för nod {\displaystyle j} med {\displaystyle y_{j}=y_{i}+c_{ij}} och {\displaystyle p_{j}=i}.
4. Gå till steg 2 om inte alla noder är avsökta.

När algoritmen är färdig återfinns den billigaste vägen genom att avläsa föregångaren {\displaystyle p_{t}} till slutnoden, sedan den nodens föregångare, och så vidare tills startnoden påträffas.

## Exempel

Exempel av Dijkstras algoritm med en viktad oriktad graf.

Bilden visar ett exempel av Dijkstras algoritm, där de olika variablernas värden visas under körning. Den optimala vägen från nod a till nod b beräknas. Initialt sätts nodpriserna till {\displaystyle \infty } för alla noder utom startnoden, som får nodpris {\displaystyle 0}. För varje nod beräknas de närliggande nodpriserna, och noden markeras därefter som avsökt genom den röda fyllningen. 
När slutnoden b avsöks har den optimala vägen beräknats.

## Varianter
Dijkstras algoritm ger inte alltid en lösning av problemet när vissa bågkostnader är negativa. Bellman-Fords algoritm löser detta genom att i steg 3 markera nod {\displaystyle j} som icke avsökt. Med icke-negativa bågkostnader är {\displaystyle j} redan icke avsökt.

## Bevis
Efter att nod {\displaystyle i} i algoritmbeskrivningen markerats som avsökt har alla avsökta noder fått permanenta nodpriser, som representerar priset av den billigaste vägen från startnoden dit. Varje ännu ej avsökt nod har ett nodpris, som är priset på den billigaste vägen från startnoden dit genom de redan avsökta noderna. Denna egenskap behålls i varje iteration av algoritmen. När alla noder är markerade som avsökta är alltså även varje nodpris det optimala. 
Att egenskapen behålls i varje iteration kan bevisas genom att antaga att den nod {\displaystyle i} som väljs att avsöka har nodpriset {\displaystyle y_{i}} som inte är optimalt. Då skulle det finnas en väg genom de ej avsökta noderna som är billigare. Kalla en av dessa noder för nod {\displaystyle k}. Eftersom alla bågar i grafen är positiva (annars är Dijkstras algoritm inte applicerbar) måste priset för billigaste vägen från nod {\displaystyle k} till nod {\displaystyle i} vara positiv. Billigaste vägen från startnoden till nod {\displaystyle k} är nodpriset {\displaystyle y_{k}}. Det betyder att vägen från startnoden till nod {\displaystyle i} är dyrare än vägen till nod {\displaystyle k}.
Från metoden med vilken vi valde nod {\displaystyle i} ser vi dock att nodpriset {\displaystyle y_{i}} inte är lägre än nodpriset {\displaystyle y_{k}}. Där ligger en motsägelse. Alltså var det ursprungliga antagandet felaktigt, och nodpriset {\displaystyle y_{i}} är optimalt.

## Komplexitet
Om man implementerar prioritetskön med hjälp av en Fibonacci heap så har algoritmen tidskomplexiteten {\displaystyle O\left(E+V\log {V}\right)}, där {\displaystyle V} är antalet noder och {\displaystyle E} är antalet vägar i grafen.

## Implementering
Följande program är en implementering av Dijkstras algoritm i pseudokod.
```
   
DIJKSTRA
 (Graf 
G
, startnod 
s
)
       
// Vi initierar alla noder i grafen.

       
// Billigaste vägen (avståndet) är oändligt

       
// och föregående nod är odefinierad.

       
för
 
i
 ∈ 
Noder(G)
 
gör

           avstånd[
i
] = OÄNDLIGT
           föregångare[
i
] = NULL
       
// Avståndet till startnoden är 0.

       avstånd[
s
] = 0
       
// Markera startnoden som avsökt.

       Avsökt( 
s
 )
       
medan
 inte alla noder avsökta 
gör

           
// Finn den ej avsökta nod som har lägst nodpris

           
// tills alla är avsökta.

           
i
 = Minimum( ej avsökta noder )
           
för
 
j
 ∈ närliggande(
i
) 
gör

               
// Undersök om det finns en billigare väg

               
// via nod i till närliggande noder.

               
om
 avstånd[
j
] > avstånd[
i
] + kostnad(i, j) 
gör

                   avstånd[
j
] = avstånd[
i
] + kostnad(i, j)
                   föregångare[
j
] = 
i

           Avsökt( 
i
 )
```